# Carole Gaessler
Carole Gaessler (née le 23 février 1968 à Thionville) est une journaliste et animatrice à la télévision française.

## Biographie
Issue d'une famille modeste, elle a grandi dans la ville de Hettange-Grande, à 3 km de Thionville et à 30 km de Metz. Elle habitait dans une vieille maison où résidait, à l'étage, son arrière-grand-mère. Son père était mécanicien auto à EDF et sa mère femme au foyer. Enfant joyeuse, elle veillait à ce que tout soit parfait.
Son désir de devenir journaliste lui vient lorsqu'elle est en 5e ou 4e, alors que sa mère la voyait docteur. Après avoir écrit à la directrice du Républicain Lorrain, elle décroche un stage à l'agence de Thionville.[réf. nécessaire]
Après une classe préparatoire littéraire et des études en lettres classiques, elle rejoint en 1990 l'IJBA pour une formation en journalisme où elle se spécialise dans le domaine de la télévision.
Elle fait ses premières armes sur RTL TV dans les années 90. Elle quitte cette chaîne de télévision, car elle entretient une relation avec le rédacteur en chef de l’époque, Laurent Lépinasse. Elle rejoint alors la rédaction de France 3 Lorraine Champagne-Ardenne. En 1996, elle assure ses premiers remplacements à la présentation des journaux nationaux de France 3.
Elle est très à l’aise à l’écran, comme le montre par la suite sa collaboration au journal de 13 heures sur France 2 avec Rachid Arhab, entre 1998 et 2000. De novembre 1998 à février 1999, elle présente seule l’édition de la mi-journée après l’accident de Rachid Arhab, lors d’un duplex. 
Par la suite, elle part pendant deux ans en congé sabbatique en Australie. À son retour en France, en 2003, elle se voit proposer le poste de joker de David Pujadas au 20h de France 2, qu’elle occupe jusqu’en 2006,. 
À partir de 2004, elle présente l’émission hebdomadaire C'est notre affaire, sur France 5, jusqu’en 2008 où elle laisse la présentation à Claire Fournier, pour rejoindre la présentation du Soir 3,. En septembre 2010, elle remplace Laurent Bignolas à la présentation du 19/20 National.
En 2012, Carole Gaessler se voit confier la présentation du magazine Ligne directe sur France 3. 
Lors des étés 2013, 2014 et 2015, elle présente Rendez-moi mon portable, sur RTL,.
Depuis 2014, elle remplace Patrick de Carolis à la présentation du magazine Des Racines et des Ailes, elle abandonne par conséquent la présentation de l’émission Le Monde en face qu’elle présentait depuis 2009 sur France 5.
Sur RTL, elle présente à l’été 2016 l'émission Mes chers compatriotes, où des artistes évoquent leur vision politique du pays puis à l’été 2017 Né quelque part qui explore l’enfance des artiste.
Le 31 décembre 2020, Carole Gaessler est nommée chevalier de la Légion d'honneur. 
Le 12 octobre 2022, elle présente le débat débriefant l’interview d’Emmanuel Macron dans l’émission L’Événement, sur France 2.
Le 29 juin 2023, elle présente son dernier 19/20, avant la suppression des éditions nationales à la fin de l’été. Elle récupère alors la présentation de la quotidienne Aux jeux citoyens, consacrée à la préparation des jeux olympiques et paralympiques de 2024, du 23 juillet 2023 au 27 août 2024.
Tout en continuant de présenter Des racines et des ailes, elle succède, en octobre 2024, à Julian Bugier à la présentation de La soirée continue, sur France 2. Puis, à partir du 7 juin 2025, elle présente aussi l'émission hebdomadaire Mon côté sud sur France 3.

## Vie privée
En 1993, elle partage sa vie avec le rédacteur en chef adjoint de RTL TV, Laurent Lépinasse, lorsqu’il meurt dans un accident sur l’autoroute.
Carole Gaessler est mariée avec Franck Loubaresse, Breton d'origine, avec qui elle vit depuis plus de vingt-cinq ans. Ils se sont rencontrés en 1997, à l'occasion de l'anniversaire d'une amie sur une péniche à Levallois-Perret. Ils commencent à se fréquenter en novembre de la même année. En janvier 1998, Franck la demande en mariage, et leurs vœux sont prononcés six mois plus tard. En 2018, la présentatrice confie que son mari fait des fusions-acquisitions, un univers bien loin du journalisme. 
Ensemble, ils ont deux enfants, Margaux et Arthur. Carole Gaessler confie à la Revue des vins de France avoir acheté avec son mari en 2018 le domaine Beauvence, situé à Beaumont-de-Pertuis, dans le Luberon, où ils cultivent des vignes pour faire leur propre vin. 